# Gelis rugifer
Gelis rugifer là một loài tò vò trong họ Ichneumonidae.